# Brun de Bismarck Y
Le brun de Bismarck Y ou basic brown 1 (C.I. 21000) est un composé organique de formule C18H20Cl2N8. C'est un colorant azoïque, l'un des composants du brun de Bismarck, l'un des premiers colorants azoïques utilisés.  